# Bart Kroon
Bart Kroon (Delft, 1 juni 1968) is een Nederlands politicus van de BoerBurgerBeweging (BBB). 
Kroon is sinds juli 2020 interim-manager bij JBR-Interim Executives. Eerder was hij onder andere lid van de Raad van Bestuur bij verschillende bedrijven. Tijdens de Eerste Kamerverkiezingen van 2023 stond hij op de tweede plaats van de kandidatenlijst van de BBB. De partij behaalde tijdens deze verkiezingen zestien zetels, waardoor hij per 13 juni 2023 Eerste Kamerlid is.
Robert Croll · Robert van Gasteren · Math Goossen · Arie Griffioen · Eugène Heijnen · Wim Jaspers · Eric Kemperman · Frans van Knapen · Bart Kroon · Ilona Lagas · Andrea van Langen · Robbert Lievense · Henk Marquart Scholtz · Gert-Jan Oplaat · Tekke Panman · Elly van Wijk
- Parlement.com: vm0gerozi8si